# Río Pólomet
El río Pólomet (del ruso: По́лометь) es un río del óblast de Nóvgorod, en Rusia, afluente por la derecha del río Pola. 
Tiene una longitud de 150 km, con una cuenca de 2.770 kilómetros cuadrados y un caudal medio de 7.7 metros cúbicos por segundo. Su principal afluente es el Yarinia, por la derecha. Las principales localidades que atraviesa son Yazhelbitsy y Lychkovo.
El río nace en el lago Rúskoye, en la meseta de Valdái. El cauce del río, en sus primeros kilómetros, es estrecho y tortuoso, con una corriente rápida que pasa por rápidos y saltos de agua. En el curso superior forma algunos lagos de poca importancia.
A partir de la aldea de Yazhelbitsy, que está en la carretera Moscú-San Petersburgo, la anchura del cauce aumenta hasta los 20 m. La corriente es todavía rápida, con numerosos rápidos pedregosos, y rodeada de orillas altas, en ocasiones abruptas. Cerca del río y de esta localidad se encuentra el yacimiento histórico de Ingach Krest. El río conserva estas características hasta la localidad de Lychkovo, sobre el ferrocarril Bologoye-Pskov.
El curso inferior del río, a partir de Lychkovo, se caracteriza por la ralentización de la corriente, aunque a intervalos se encuentran rápidos. Pólomet desemboca en el Pola cerca de Kostkovo en el raión de Demiansk.
El río tiene intereses para los turistas acuáticos.